# Olympische Sommerspiele 1948/Teilnehmer (Australien)
| Gelbes Symbol für Goldmedaillen mit stilisierten Olympischen Ringen | Graues Symbol für Silbermedaillen mit stilisierten Olympischen Ringen | Braundes Symbol für Bronzemedaillen mit stilisierten Olympischen Ringen |
| ------------------------------------------------------------------- | --------------------------------------------------------------------- | ----------------------------------------------------------------------- |
| 2                                                                   | 6                                                                     | 5                                                                       |

Australien nahm an den Olympischen Sommerspielen 1948 in London, Vereinigtes Königreich, teil und hat somit an allen Sommerspielen teilgenommen. Insgesamt nahmen 77 Sportler (68 Männer und 9 Frauen) an 52 Wettbewerben in elf Sportarten teil. Fahnenträger bei der Eröffnungsfeier war der Wasserballspieler Les McKay.

## Medaillengewinner

### Gold
| Name        | Sportart       | Wettkampf  |
| ----------- | -------------- | ---------- |
| John Winter | Leichtathletik | Hochsprung |
| Mervyn Wood | Rudern         | Einer      |

### Silber
| Name                                                           | Sportart       | Wettkampf              |
| -------------------------------------------------------------- | -------------- | ---------------------- |
| Theo Bruce                                                     | Leichtathletik | Weitsprung             |
| George Avery                                                   | Leichtathletik | Dreisprung             |
| Joyce King, June Maston, Betty McKinnon und Shirley Strickland | Leichtathletik | Frauen 4 × 100 Meter   |
| John Marshall                                                  | Schwimmen      | 1500 Meter Freistil    |
| Beatrice Lyons                                                 | Schwimmen      | Frauen 200 Meter Brust |
| Richard Garrard                                                | Ringen         | Weltergewicht          |

### Bronze
| Name               | Sportart       | Wettkampf                                 |
| ------------------ | -------------- | ----------------------------------------- |
| Shirley Strickland | Leichtathletik | Frauen 100 Meter & Frauen 80 Meter Hürden |
| John Marshall      | Schwimmen      | 400 Meter Freistil                        |
| Judy-Joy Davies    | Schwimmen      | Frauen 100 Meter Rücken                   |
| Jim Armstrong      | Ringen         | Schwergewicht                             |

## Teilnehmer nach Sportarten

### Boxen
Männer
- Ron Gower
Fliegengewicht: Achtelfinale

- Jimmy Carruthers
Bantamgewicht: Viertelfinale

- Laurie Birks
Federgewicht: Achtelfinale

- Billy Barber
Leichtgewicht: 1. Runde

- Billy Boyce
Weltergewicht: Viertelfinale

- Graham Higham
Mittelgewicht: 1. Runde

- Adrian Holmes
Halbschwergewicht: 4. Platz

### Gewichtheben
Männer
- Keith Caple
Bantamgewicht: 9. Platz

- Ray Magee
Schwergewicht: 12. Platz

### Leichtathletik
| Männer - John Bartram 100 Meter: Halbfinale 400 Meter: Viertelfinale 4 × 100 Meter: Vorläufe - John Treloar 100 Meter: Halbfinale 200 Meter: Halbfinale 4 × 100 Meter: Vorläufe - Morris Curotta 100 Meter: Halbfinale 400 Meter: 5. Platz 4 × 100 Meter: Vorläufe - Bill Ramsay 400 Meter: Vorläufe 800 Meter: Halbfinale - Peter Gardner 110 Meter Hürden: 5. Platz - Ray Weinberg 110 Meter Hürden: Halbfinale - Charles Green 110 Meter Hürden: Vorrunde - Theo Bruce 4 × 100 Meter: Vorläufe Weitsprung: Silber - George Knott 10.000 Meter Gehen: Vorläufe - John Winter Hochsprung: Gold - George Avery Dreisprung: Silber - Les McKeand Dreisprung: 7. Platz - Peter Mullins Zehnkampf: 6. Platz | Frauen - Shirley Strickland 100 Meter: Bronze 4 × 100 Meter: Silber 80 Meter Hürden: Bronze - Betty McKinnon 100 Meter: Vorläufe 200 Meter: Halbfinale 4 × 100 Meter: Silber - Joyce King 100 Meter: Vorläufe 200 Meter: Halbfinale 4 × 100 Meter: Silber - June Maston 4 × 100 Meter: Silber Weitsprung: 22. Platz in der Qualifikation - Judy Canty Weitsprung: 7. Platz |

### Radsport
Männer
- Jack Hoobin
Straßenrennen Einzel: 7. Platz
Straßenrennen Mannschaft: DNF
4000 Meter Mannschaftsverfolgung: 5. Platz

- Russell Mockridge
Straßenrennen Einzel: 26. Platz
Straßenrennen Mannschaft: DNF
4000 Meter Mannschaftsverfolgung: 5. Platz

- Ken Caves
Straßenrennen Einzel: DNF
Straßenrennen Mannschaft: DNF

- Jim Nestor
Straßenrennen Einzel: DNF
Straßenrennen Mannschaft: DNF
4000 Meter Mannschaftsverfolgung: 5. Platz

- Charlie Bazzano
Sprint: 4. Platz

- Sid Patterson
1000 Meter Zeitfahren: 6. Platz
4000 Meter Mannschaftsverfolgung: 5. Platz

### Ringen
Männer
- Bert Harris
Fliegengewicht Freistil: Vorrunde

- Richard Garrard
Weltergewicht Freistil: Silber

- Bruce Arthur
Mittelgewicht Freistil: Vorrunde

- Jim Armstrong
Schwergewicht Freistil: Bronze

### Rudern
Männer
- Mervyn Wood
Einer: Gold

- Ted Bromley & Spencer Grace
Zweier ohne Steuermann: Halbfinale

- Tom Darcey, Colin Douglas-Smith, Wal Lambert, Hugh Lambie & Jack Webster
Vierer mit Steuermann: Hoffnungslauf

### Schießen
- Reginald Parker
Freies Gewehr Dreistellungskampf: 30. Platz

- Mill Menghini
Freies Gewehr Dreistellungskampf: 32. Platz

- John Wise
Freies Gewehr Dreistellungskampf: 33. Platz

- Claude Platt
Kleinkaliber liegend: 46. Platz

- Neville Holt
Kleinkaliber liegend: 47. Platz

- Leo Dove
Kleinkaliber liegend: 55. Platz

### Schwimmen
| Männer - Bruce Bourke 100 Meter Freistil: Halbfinale 100 Meter Rücken: Halbfinale - Warren Boyd 100 Meter Freistil: Halbfinale - John Marshall 400 Meter Freistil: Bronze 1500 Meter Freistil: Silber - Garrick Agnew 400 Meter Freistil: Vorläufe 1500 Meter Freistil: Vorläufe - John Davies 200 Meter Brust: 4. Platz - Kevin Hallett 200 Meter Brust: Vorläufe | Frauen - Marjorie McQuade 100 Meter Freistil: Halbfinale - Denise Spencer 100 Meter Freistil: Vorläufe 400 Meter Freistil: Halbfinale - Judy-Joy Davies 100 Meter Brust: Bronze - Beatrice Lyons 200 Meter Brust: Silber |

### Segeln
- Robert French
Firefly: 18. Platz

- Len Fenton & Jock Sturrock
Star: 7. Platz

### Wasserball
Männer
- 1. Runde

- Arthur Burge
- Roger Cornforth
- Ben Dalley
- Herman Doerner
- Jack Ferguson
- Leon Ferguson
- Colin French
- Eric Johnston
- Jack King
- Les McKay

### Wasserspringen
Männer
- David Norris
Kunstspringen: 16. Platz